# Episodi di Maxton Hall - Il mondo tra di noi
La prima stagione della serie televisiva tedesca Maxton Hall - Il mondo tra di noi (Maxton Hall – Die Welt zwischen uns), composta da 6 episodi, è stata pubblicata sulla piattaforma streaming Prime Video il 9 maggio 2024.
| nº | Titolo originale    | Titolo italiano         | Pubblicazione |
| -- | ------------------- | ----------------------- | ------------- |
| 1  | Unterm Radar        | Sotto il radar          | 9 maggio 2024 |
| 2  | Adel verpflichtet   | Noblesse Oblige         | 9 maggio 2024 |
| 3  | Bloßgestellt        | Esposti                 | 9 maggio 2024 |
| 4  | Stunde der Wahrheit | Il momento della verità | 9 maggio 2024 |
| 5  | Im Auge des Sturms  | Nell'occhio del ciclone | 9 maggio 2024 |
| 6  | Ein Stück vom Glück | Un pezzo di felicità    | 9 maggio 2024 |

## Sotto il radar
- Titolo originale: Unterm Radar
- Diretto da: Martin Schreier
- Scritto da: Daphne Ferraro

### Trama
Ruby Bell, una riservata studentessa borsista della prestigiosa Maxton Hall School, si ritrova coinvolta in un intrigo che minaccia di compromettere il suo sogno di studiare a Oxford. La sua vita tranquilla viene stravolta quando diventa testimone di un segreto esplosivo: vede il suo professore baciarsi con Lydia Beaufort, una figura di spicco nella scuola. Questo episodio la mette nel mirino di James Beaufort, l'arrogante e privilegiato erede della famiglia Beaufort, che tenta di corromperla con soldi e avance, ma Ruby, determinata e forte, non cede.
Con la necessità di una lettera di raccomandazione dal professore, Ruby si sente in conflitto dopo aver assistito a quella scena compromettente. Decide quindi di non richiederla più e di rivolgersi al preside per ottenere l'aiuto di cui ha bisogno. Nel frattempo, la sua vita familiare è segnata dalle difficoltà: vive con la madre, il padre costretto su una sedia a rotelle e la sorella, e sta risparmiando per riparare il montascale rotto che costringe il padre a dormire al piano terra.
Il suo piano per un futuro brillante si complica ulteriormente durante un gala di beneficenza, organizzato dal comitato di Ruby. James, deciso a sabotare la serata, corrompe la DJ per introdurre degli spogliarellisti, infangando l'evento. Di fronte a questa situazione, il presidente del comitato convoca sia Ruby che James nel suo ufficio, costringendoli a collaborare per la preparazione della prossima cena di gala.

## Noblesse Oblige
- Titolo originale: Adel verpflichtet
- Diretto da: Martin Schreier
- Scritto da: Daphne Ferraro & Marc Schießer

### Trama
Dopo il disastroso avvio della festa di benvenuto, Ruby è determinata a fare in modo che la raccolta fondi sia un grande successo. Tuttavia, la sua frustrazione cresce quando si rende conto che James, costretto dal padre a partecipare al comitato, è un ostacolo. James, nonostante la sua riluttanza, decide di contribuire e propone un tema vittoriano, ma Ruby ha bisogno di abiti d'epoca per il cartellone pubblicitario. 
Quando James rifiuta di darle accesso alla sua preziosa collezione di famiglia, Ruby si rivolge alla sorella, che accetta di cucirle un vestito. Sfortunatamente, mentre cerca di stirarlo, Ruby combina un disastro e brucia il vestito, aggravando ulteriormente la situazione. Durante una lezione, Ruby e James ingaggiano un acceso dibattito, che culmina con Ruby che, in un momento di frustrazione, afferma che senza la sua ricchezza, James non sarebbe nulla. Tuttavia, alla fine di questa accesa discussione, Ruby si rende conto di aver esagerato.
Nel frattempo, Lydia, dopo aver parlato con il professore, decide che è meglio chiudere la loro relazione. Dopo aver chiarito con Ruby, James inizia a riflettere sui suoi sentimenti, e inizia a provare una certa attrazione per la ragazza, tanto che inizia a ritrarla con dei disegni.
La pressione aumenta quando il padre di James lo spinge a cedere alle avances di Ellie Hallington, una giovane della famiglia Hallington con cui vogliono concludere un affare. 
Alla fine dell’episodio, James compone un messaggio a Ruby, esprimendo il desiderio di portarla a Londra per vedere la collezione di abiti della famiglia. 

## Esposti
- Titolo originale: Bloßgestellt
- Diretto da: Martin Schreier
- Scritto da: Daphne Ferraro & Marlene Melchior

### Trama
Ruby e James si avvicinano sempre di più nell'atelier Beaufort a Londra, dove provano abiti d'epoca e si scattano fotografie. Tuttavia, un incontro inaspettato con i genitori di James riporta Ruby alla realtà: lei non appartiene a quel mondo aristocratico. Il giorno seguente a scuola, i volantini con le loro foto diventano il principale argomento di conversazione e Ruby, spinta dalla pressione, decide di interrompere i legami con James. Durante questa crisi, ferisce anche l'amica Lin, affermando che non le parlerebbe se fosse ancora parte della sua famiglia benestante.
James, determinato a mantenere il loro legame, si presenta a casa di Ruby per chiederle scusa e le fa recapitare l'abito che indossava all'atelier, invitandola alla festa del suo amico Cyril. Ruby, desiderosa di fuggire dall'ombra, accetta di andare alla festa, ma viene spinta in piscina da Cyril. Non sapendo nuotare, Ruby rischia di annegare, ma James si tuffa per salvarla. Dopo l'incidente, James chiama l'autista Percy per riportare Ruby a casa, dove lei rivela un trauma dell'infanzia: quando era piccola, perse il suo orsacchiotto nell'acqua e suo padre si tuffò per recuperarlo, ma fu investito da una barca e ora è su una sedia a rotelle. 

## Il momento della verità
- Titolo originale: Stunde der Wahrheit
- Diretto da: Tarek Roehlinger
- Scritto da: Daphne Ferraro & Zoe Hagen

## Nell'occhio del ciclone
- Titolo originale: Im Auge des Sturms
- Diretto da: Tarek Roehlinger
- Scritto da: Daphne Ferraro, Nina Rathke & Anna Schimrigk

## Un pezzo di felicità
- Titolo originale: Ein Stück vom Glück
- Diretto da: Tarek Roehlinger
- Scritto da: Daphne Ferraro & Juliana Lima Dehne